# دریاچه فیلاتوو
دریاچه فیلاتوو (روسی: Филатово) یک دریاچه در استان کورگان کشور روسیه است.